# Crispin Duenas
Crispin Duenas (North York, 5 januari 1986) is een Canadees boogschutter.

## Carrière
Duenas veroverde verschillende medailles op de World Cup indoor maar ook buiten wist hij te winnen. In 2009 wist hij een zilveren medaille te behalen in Santo Domingo, en in 2017 in Berlijn een bronzen.
Op de wereldkampioenschappen nam hij ook al geregeld deel. In 2011 ging hij eruit in de tweede ronde tegen Tarundeep Rai, maar in 2013 wist hij brons te veroveren. Hij versloeg Hugo Robles, Amedeo Tonelli, Takaharu Furukawa, Markiyan Ivashko en Jean-Charles Valladont maar verloor in de halve finale van Oh Jin-Hyek, hij wist het brons veilig te stellen tegen Dai Xiaoxiang. In 2015 bereikte hij de vierde ronde door Diego Castro, Ebrahim Ranjbarkivaj en Dan Olaru te verslaan maar verloor van Kim Woo-jin. In 2017 geraakte hij in de kwartfinale, hij versloeg Arvydas Cepulionis, Juan Rene Serrano Gutierrez, Luis Antonio Alvarez Murillo, David Pasqualucci maar verloor van Im Dong-Hyun. In 2019 geraakte hij tot in de vierde ronde, hij versloeg Nuno Carneiro, Alexander Wise en Witthaya Thamwong maar verloor van Mauro Nespoli.
Hij nam deel aan de Olympische Zomerspelen in 2008, 2012, 2016 en 2020. In 2008 geraakte hij niet voorbij de eerste ronde, hij werd verslagen door de Zweed Magnus Petersson. Ook in 2012 betekende de eerste ronde het einde, nu tegen Egyptenaar Ahmed El-Nemr. In 2016 won hij in de eerste ronde van de Italiaan Marco Galiazzo, maar werd in de tweede ronde verslagen door de Amerikaan Zach Garrett. Op de Olympische spelen van 2020, kwam hij tot de derde ronde. In de eerste en tweede ronde versloeg hij respectievelijk de Roemeen Dan Olaru en Bengalees Ruman Shana. In de derde ronde verloor hij van de Duitser Florian Unruh.

## Erelijst

### Olympische Spelen
Individueel
- 2008: 1e ronde (verloren van Magnus Petersson met 108-108)
- 2012: 1e ronde (verloren van Ahmed El-Nemr met 2-6)
- 2016: 2e ronde (verloren van Zach Garrett met 3-7)
- 2020: 3e ronde (verloren van Florian Unruh met 2-6)

### Wereldkampioenschap
Individueel
- 2005: 1e ronde (verloren van Pieter Custers met 155-163)
- 2007: 3e ronde (verloren van Lee Chang-hwan met 111-112)
- 2009: 4e ronde (verloren van Oh Jin-hyek met 110-114)
- 2011: 2e ronde (verloren van Tarundeep Rai met 1-7)
- 2013:  (gewonnen van Dai Xiaoxiang met 6-0)
- 2015: 4e ronde (verloren van Kim Woo-jin met 0-6)
- 2017: kwartfinale (verloren van Im Dong-hyun met 4-6)
- 2018: vierde (verloren van Taylor Worth met 4-6) (indoor)
- 2019: 4e ronde (verloren van Mauro Nespoli met 0-6)

### World Cup (outdoor)
Individueel
- 2009:  Santo Domingo
- 2017:  Berlijn

### World Cup (indoor)
Individueel
- 2017:  Las Vegas
- 2018:  Roma Trophy 250
- 2019:  The Vegas Shoot
- 2019:  GT Open
- 2020:  The Vegas Shoot

### Pan-Amerikaanse Spelen
Individueel
- 2007: kwartfinale (verloren van Adrián Puentes met 107-111)
- 2011:  (verloren van Brady Ellison)
- 2015: 1e ronde (verloren van José Irizarry met 5-6)
- 2019:  (gewonnen van Marcus D'Almeida met 6-4)
- 2023: 2e ronde (verloren van Carlos Rojas met 0-6)

Team
- 2007:  Rio de Janeiro
- 2019:  Lima

### Pan-Amerikaans kampioenschap
Individueel
- 2006: kwartfinale (verloren van Juan René Serrano met 107-108)
- 2010:  (gewonnen van Juan René Serrano)
- 2014:?
- 2018:  (verloren van Ernesto Boardman met 4-6)
- 2024: 3e ronde (verloren van Andrés Gallardo met 0-6)

Team
- 2024:  Medellín